# Mesosoma (cèl·lula)
Un mesosoma és una invaginació produïda a la membrana plasmàtica de les cèl·lules procariotes a conseqüència de les tècniques de fixació usades en la preparació de mostres en microscopia electrònica. Tot i que a la dècada del 1960 es van proposar diverses funcions per a aquestes estructures, a finals de la dècada del 1970 els mesosomes van ser reconeguts com a malformacions i actualment no són considerats com a part de l'estructura normal de les cèl·lules bacterianes.

## Hipòtesis inicials
Aquestes poliestructures són invaginacions de la membrana plasmàtica observades en els bacteris gram-positius que han estat fixats químicament amb la finalitat de prepara-los per la microscopia electrònica. Els mesosomes van ser observats per primera vegada el 1953 per George B. Chapman, Rocío Wunderlich y James Hillier, que ho van anomenar òrgans perifèrics. J.D. Robertson els van anomenar mesosomes el 1959. Inicialment es va pensar que els mesosomes podien formar part de diversos processos cel·lulars, com la formació de la paret cel·lular durant la divisió cel·lular, la replicació de cromosomes o com la ubicació de la fosforilació oxidativa.

## Explicació preliminar
Són inclusions membranoses i sistemes de membranes que intervenen en diversos processos metabòlics i de reproducció. Participen en la formació del tabic durant el procés de divisió bacteriana. El sistema dels mesosomes està connectat de manera complexa amb el material nuclear i la seva replicació. Alguns processos enzimàtics, com el transport d'electrons, estan així mateix relacionats amb el material meososomal perquè són una extensió de la membrana citoplasmàtica.

## Refutació mesosòmica
Aquests models es van revisar a finals de la dècada de 1970 quan les dades acumulades suggereixen que els mesosomes són malformacions degudes a danys en la membrana durant el pocés de fixació química, i no estan presents en les cèl·lules que no han estat químicament fixades. A mitjans de la dècada de 1980, amb els avenços en criogènia, i en general, la substitució dels mètodes de microscopia electrònica, es va arribar a la conclusió que els mesosomes no existeixen en les cèl·lules vives. Tanmateix, alguns investigadors segueixen argumentant que les proves no són concloents i que els mesosomes podrien no ser malformacions en tots els casos.
Recentment, s'han observat plecs similars en bacteris que han estat exposats a algunes classes d'antibiòtics i pèptids antibacterians (defensines). L'aparició d'aquestes estructures similars als mesosomes poden ser el resultat de danys a la membrana plasmàtica o a la paret cel·lular produïdes per aquestes substàncies químiques.
La història de la proposta i la posterior refutació de la hipòtesi dels mesosomes és interessant des del punt de vista de la filosofia de la ciència com a exemple de com una idea científica pot ser acceptada i després refusada, i de com la comunitat científica duu a terme el procés de prova.